# Cavell Corona
Cavell Corona is een corona op de planeet Venus. Cavell Corona werd in 2003 oorspronkelijk Cavell Patera genoemd, naar de Britse verpleegster en oorlogsheldin Edith Cavell (1865-1915).
De corona heeft een diameter van 100 kilometer en bevindt zich in het quadrangle Bereghinya Planitia (V-8).